# Zazie Beetz
Zazie Olivia Beetz (Berlin, 1991. június 1. –) német-amerikai színésznő.

## Fiatalkora és családja
Berlinben született. Apja a berlini fal leomlása után, 1990-ben költözött az Egyesült Államokba, édesanyja afro-amerikai szociális munkás. Szülei New Yorkban dolgoztak, és bár Beetz berlini iskolába járt és a New York-i Washington Heights környéken nőtt fel, otthon németül és angolul is beszélgettek, így mindkét nyelvet elsajátította.
A Muscota New Schoolban töltött ideje alatt kezdett érdeklődni a színészet iránt, közösségi színházakban és a helyi darabokban lépett fel. 2009-ben végzett a LaGuardia Művészeti Gimnáziumban, ezt követően pedig a New York-i Skidmore főiskolára járt, de egy évet Párizsban is eltöltött.

## Filmes karrierje
A 2016-tól az Atlanta című amerikai televíziós sorozattal lett ismert, mellyel 2018-ban legjobb női mellékszereplő (vígjátéksorozat) kategóriában jelölték Primetime Emmy-díjra. 2016–2017 között szerepelt a Netflixen futó Easy televíziós sorozatban.
Első jelentősebb filmszerepe a 2017-es Űrviharban volt, de játszott a Marvel Comics Deadpool 2. (2018) című szuperhősfilmjében, valamint a DC Comics Joker (2019) című pszichológiai thrillerjében is. Utóbbinak a 2024-es folytatásában is szerepet kapott.

## Filmográfia

### Film
| Év   | Magyar cím                    | Eredeti cím          | Szerep                                | Magyar hang        | Rendező             |
| ---- | ----------------------------- | -------------------- | ------------------------------------- | ------------------ | ------------------- |
| 2015 | James White                   | James White          | lány                                  |                    | Josh Mond           |
| 2015 |                               | Applesauce           | Rain                                  |                    | Onur Tukel          |
| 2016 |                               | Wolves               | Victoria                              |                    | Bart Freundlich     |
| 2017 |                               | Sollers Point        | Courtney                              |                    | Matthew Porterfield |
| 2017 | Űrvihar                       | Geostorm             | Dana                                  | Pálmai Anna        | Dean Devlin         |
| 2018 |                               | Dead Pigs            | Angie                                 |                    | Cathy Yan           |
| 2018 | Deadpool 2.                   | Deadpool 2           | Neena Thurman / Domino                | Pálmai Anna        | David Leitch        |
| 2018 | Szelet                        | Slice                | Astrid                                |                    | Austin Vesely       |
| 2019 | Sebek                         | Wounds               | Alicia                                | Bogdányi Titanilla | Babak Anvari        |
| 2019 | Szárnyaló madár               | High Flying Bird     | Sam                                   |                    | Steven Soderbergh   |
| 2019 | Jean Seberg minden rezdülése  | Seberg               | Dorothy Jamal                         | Bogdányi Titanilla | Benedict Andrews    |
| 2019 | Joker                         | Joker                | Sophie Dumond                         | Pálmai Anna        | Todd Phillips (1.)  |
| 2019 | Lucy az égben                 | Lucy in the Sky      | Erin Eccles                           |                    | Noah Hawley         |
| 2020 | Kilenc nap                    | Nine Days            | Emma                                  |                    | Edson Oda           |
| 2020 |                               | Still Here           | Keysha                                |                    | Vlad Feier          |
| 2021 | Flamik                        | Extinct              | Dottie (hangja)                       | Kis-Kovács Luca    | David Silverman     |
| 2021 | A vadnyugat törvényei szerint | The Harder They Fall | Mary Fields                           | Pálmai Anna        | Jeymes Samuel       |
| 2022 | A rosszfiúk                   | The Bad Guys         | Diane Ravaston / Bíbor Mancs (hangja) | Szilágyi Csenge    | Pierre Perifel      |
| 2022 | A gyilkos járat               | Bullet Train         | A darázs                              | Pálmai Anna        | David Leitch        |
| 2024 | Joker: Kétszemélyes téboly    | Joker: Folie à Deux  | Sophie Dumond                         | Pálmai Anna        | Todd Phillips (2.)  |
| 2025 | A rosszfiúk 2.                | The Bad Guys 2       | Diane Ravaston / Bíbor Mancs (hangja) | Szilágyi Csenge    | Pierre Perifel (2.) |

Rövidfilmek
- 2013: The Crocotta – Crocotta
- 2014: Beasts – Ally
- 2015: Double Bind – Baily
- 2015: 5th & Palisade –	McBride nyomozó
- 2016: MBFF: Man's Best Friend Forever – Ivana

### Televízió
| Év        | Magyar ím                | Eredeti cím                    | Szerep                 | Megjegyzések           |
| --------- | ------------------------ | ------------------------------ | ---------------------- | ---------------------- |
| 2016      |                          | Margot vs. Lily                | Allie                  | minisorozat (4 epizód) |
| 2016–2022 | Atlanta                  | Atlanta                        | Vanessa "Van" Keefer   | 10 epizód              |
| 2016–2019 |                          | Easy                           | Noelle                 | 4 epizód               |
| 2019      |                          | The Twilight Zone              | Sophie Gelson          | 1 epizód               |
| 2020      |                          | Home Movie: The Princess Bride | Boglárka hercegnő      | 2 epizód               |
| 2020      |                          | Acting for a Cause             | Natalie Keener         | 1 epizód               |
| 2020–2022 | Robotcsirke              | Robot Chicken                  | több szereplő hangja   | 3 epizód               |
| 2021–     | Legyőzhetetlen           | Invincible                     | Amber Bennett (hangja) | visszatérő szereplő    |
| 2023      | Világtörténelem, 2. rész | History of the World, Part II  | Mary Magdalene         | 3 epizód               |
| 2023      | Fekete tükör             | Black Mirror                   | Bo                     | 1 epizód (Mazey Day)   |
| 2023      | A kör bezárul            | Full Circle                    | Mel Harmony            | minisorozat            |
| 2023      | Hormonokkal túlfűtve     | Big Mouth                      | Danni (hangja)         | 4 epizód               |

## Díjak és jelölések
| Év   | Díj                | Kategória                                    | Cím         | Eredmény |
| ---- | ------------------ | -------------------------------------------- | ----------- | -------- |
| 2018 | Teen Choice Awards | legjobb színésznő nyári filmben              | Deadpool 2. | Jelölve  |
| 2018 | Primetime Emmy-díj | legjobb női mellékszereplő (vígjátéksorozat) | Atlanta     | Jelölve  |